# بطولة كاريوكا 1976
بطولة كاريوكا 1976 هو موسم من بطولة كاريوكا. فاز فيه نادي فلومينينسي.